# 石中玉
石中玉是金庸小說《俠客行》裡頭的人物，疑為主角石破天的胞兄。

## 生平
石中玉的父母石清和閔柔，年輕時曾和梅花拳掌門人梅芳姑有一段三角戀情，梅芳姑由愛生恨，在石中玉滿周歲不久跟石中堅還沒滿月時，趁石清外出，到玄素莊攻擊閔柔母子，閔柔防備不力痛失石中堅，因此開始溺愛石中玉，導致石中玉逐漸養成頑劣狡猾的性格。
後來石清夫婦將他送上雪山派習武，拜風火神龍之稱的封萬里為師，封萬里管教不善，令石中玉企圖強姦掌門人白自在的孫女白阿繡。石中玉為躲避門規重罰，當日便逃下山遠離雪山派追殺。石中玉偶遇長樂幫，因長樂幫上下無人出任幫主，接受賞善罰惡銅牌令赴俠客島送死，於是拱他出任長樂幫幫主。石中玉不久也明白長樂幫的用意，於是不告而別(據長樂幫眾所言，前幫主不願獨自赴會打算隱居，而石破天將其打倒奪得幫主，作威作福)，躲在市井妓院間醉生夢死，逍遙快活。軍師貝海石無奈，只得找了忠厚老實但相貌酷似石中玉的石破天來頂替他做長樂幫幫主。
賞善罰惡使者查明長樂幫現任幫主石破天非石中玉，於是將石中玉找了出來，石中玉不願被白萬劍等人捉回雪山派，和情人丁璫密謀，騙取石破天的善良要他和自己對調。石中玉重獲自由後，回長樂幫時被上門尋找石破天的謝煙客誤以為是石破天，對他提出關於玄鐵令的要求，石中玉命他殲滅雪山派。
但是謝煙客在雪山派見到真正的石破天，得知自己被石中玉欺騙，原本打算將石中玉擊斃。石破天不忍閔柔痛失愛子，決定要求謝煙客管教石中玉，同時告訴石中玉得好生伺候謝煙客的飲食起居，從此石中玉就在摩天崖和謝煙客一起生活。